# إستر إيدن
إستر إيدن (بالإنجليزية: Esther Eden)‏(26 نوفمبر 1997) مغنية وكاتبة غنائية ولدت بمدينة غوا في الهند، لكن بدأت مشوارها الفني في الأمارات.

## بدايتها
كان أول ظهور استير في 2015 عندما لاحظتها مجموعة يونيفرسال الموسيقية ووقعت عقد عمل معها وكانت أول أغنية لها هي فينيكس عام 2016. كما تم ترشيح إستر إيدن لجائزة في فئة «الشباب الناجح» لجوائز المرأة الإماراتية لعام 2016.

## أعماله الفنية

### أغنيات
- «فينيكس»[4]
- «هل هذا حب»[5]* «ها نحن ذا»
- «الحب المر حلو»

### البوم
- سوليتير (18 نوفمبر 2016) إنتاج مجموعة يونيفرسال الموسيقية.